# Portrait du général Étienne-Maurice Gérard
Le Portrait du général Étienne-Maurice Gérard est un portrait peint en 1816 par l'artiste français Jacques-Louis David représentant Étienne Maurice Gérard, un général s'étant distingué pendant les guerres napoléoniennes. Les deux hommes étaient étroitement liés à l'empereur Napoléon Ier récemment vaincu et s'étaient exilés à Bruxelles après la Restauration des Bourbons. Il s'agit d'un des premiers portraits peints par David après son arrivée dans la ville.

## Histoire
Gérard revient en France l'année suivante et est promu maréchal. Durant la monarchie de Juillet, il commanda les troupes françaises intervenant en Belgique et assiégea avec succès Anvers en 1832. Il a également été ministre de la Guerre et Premier ministre de la France.
Gérard est représenté dans l'uniforme bleu foncé de général d'Empire et porte diverses décorations dont la Légion d'honneur. Le fond italianisant et le sol en damier ne font aucune référence à sa carrière. Il se peut que la toile ait été commandée pour célébrer le mariage du modèle avec Rosemonde de Valence cette année-là. Aujourd'hui, le tableau est conservé au Metropolitan Museum of Art de New York, qui l'a acquis en 1965.